# Jean-François Breuer (1952)
Jean-François Breuer (Ukkel, 29 februari 1952 - Brussel, 30 januari 2011) was een Belgisch politicus voor MR. Hij was burgemeester van Mont-Saint-Guibert.

## Biografie
Breuer was afkomstig uit Bousval, waar zijn grootvader Jean-François Breuer burgemeester was van 1926 tot 1946, en daarna zijn grootmoeder Simone Schepens van 1947 tot 1958.
Breuer behaalde aan de landbouwfaculteit van Gembloux in 1976 een diploma als landbouwkundig ingenieur van opleiding.. Hij werd actief in de gemeentepolitiek in Mont-Saint-Guibert. In 1988 werd hij er schepen van Financiën en Sport onder burgemeester Jean Moisse. In 1991 werd hij provincieraadslid in Waals-Brabant.
Toen burgemeester Moisse in 1997 overleed, volgde Jean-François Breuer hem op. Hij bestuurde met een meerderheid van de lijst "Union communale", die christendemocraten, socialisten en liberalen groepeerde.
In maart 2010 werd hij getroffen door een trombose. Hij werd overgebracht naar het ziekenhuis, waar hij enkele maanden verbleef. Hij overleed op 30 januari 2011 in het Brusselse ziekenhuis UVC Brugmann.
In 2006 had hij onder zijn burgemeesterschap nog een project gestart voor de reconversie van de site van de papierfabrieken van Mont-Saint-Guibert. Hij zou de werkzaamheden niet meer meemaken, maar in 2017 werd op de site een weg ingewijd die zijn naam draagt: de Boucle Jean-François Breuer.
In 2019 werd zijn zoon Julien Breuer burgemeester van Mont-Saint-Guibert.